# Melvern (Kansas)
Melvern – miasto w Stanach Zjednoczonych, w stanie Kansas, w hrabstwie Osage.